# Kim Song-guk (Boxer)
Kim Song-guk (* 11. April 1984) ist ein ehemaliger nordkoreanischer Boxer. Kim war Bronzemedaillengewinner der Asienspiele 2006 und der Weltmeisterschaften 2006, Silbermedaillengewinner der Asienmeisterschaften 2005 und der Olympischen Spiele 2004 und Asienmeister 2007.

## Karriere
Seine erste internationale Meisterschaft bestritt Kim 2002 bei den Asienmeisterschaften in Seremban. Im Federgewicht (-57 kg) startend schied er Viertelfinale gegen Suttisak Samaksaman, Thailand, aus. Auch die Asienspiele im selben Jahr endeten für ihn bereits in der Vorrunde.
2004 qualifizierte sich Kim mit einem Sieg beim zweiten asiatischen Olympiaqualifikationsturnier in Guangzhou für die Olympischen Spiele in Athen. Bei den Spielen erreichte er nach Siegen über Konstantin Kupatadze, Georgien (25:14), Muideen Ganiyu, Nigeria (32:11), und Vitali Tajbert, Deutschland (29:24) das Finale. In diesem stand ihm der Russe Alexei Tischtschenko gegenüber, dem er mit 39:17 Punkten unterlag und damit die Silbermedaille gewann.
Bei den Asienmeisterschaften 2005 das Finale, welches er gegen Meharullah, Pakistan (35:16), verlor. Im selben Jahr schied er bei den Weltmeisterschaften im Viertelfinale gegen den späteren Bronzemedaillengewinner Yuriorkis Gamboa, Kuba, aus. 2006 errang Kim die Bronzemedaille bei den Asienspielen und 2007 wurde er im Leichtgewicht (-60 kg) Asienmeister. Im Laufe dieses Turniers schlug er u. a. den Gewinner der Asienspiele 2006 Hu Qing, China (23:9), und den Bronzemedaillengewinner der Asienspiele 2006 Bekzod Khidirov, Usbekistan (17:4). Im selben Jahr errang er nach Siegen u. a. über den Bronzemedaillengewinner der Europameisterschaften 2006 Wasgen Safarjanz, Belarus (19:18), und den Gewinner der Südamerikaspiele 2006 Darleys Pérez, Kolumbien (23:6), und einer Halbfinalniederlage gegen Domenico Valentino, Italien (22:14), die Bronzemedaille bei den Weltmeisterschaften. 
Mit diesem letzten Erfolg qualifizierte sich Kim auch für die Olympischen Spiele 2008, bei denen er jedoch gegen den späteren Silbermedaillengewinner Daouda Sow, Frankreich (13:3), ausschied.